# Ferdinand Kögl
Ferdinand Kögl (* 17. Mai 1890 in Linz; † 1956) war ein österreichischer Musiker und Schriftsteller, wobei er auch die Pseudonyme Ferdinand Hansen, Arthur Kirk und Tom Tenk benutzte.

## Leben und Werk
Der Sohn einer kinderreichen Arbeiterfamilie interessierte sich schon früh für Musik, bevor er im Alter von 17 Jahren Militärmusiker wurde. Er studierte Flöte, Orgel, Klavier und Musiktheorie am Mozarteum in Salzburg und am Wiener Konservatorium. Anschließend arbeitete er ab 1922 in Wien als Orchestermusiker.
Im Jahr 1934, im Alter von 44 Jahren wandte er sich dem Schreiben zu und veröffentlichte sein erstes Buch. Der Künstler schrieb zahlreiche Novellen, welche auch international Bekanntheit erlangten.
Mit seinem Werk Die Donaufischer schaffte er 1941 seinen Durchbruch als Romanschriftsteller. Kurze Zeit später erschien der Essayband Die fröhliche Freundlichkeit, dem mehrere Romane folgten. Seinen Werdegang vom Musiker zum Autor schildert er in dem autobiografischen Jugendroman Die Gottesgeige. Zwei weitere Werke waren die 1950 erschienenen Bücher Wir sind die Väter und der Tierroman Rabuschka, die Nebelkrähe. Seine Theaterstücke, die Komödie Tanz der Idole wurden im Theater Scala in Wien bzw. die Tragödie Johannes 1930 in Linz uraufgeführt.

## Weitere Werke
- Die Silberflöte
- Musik der kleinen Tage
- Franziska
- Das Bildnis einer Verschollenen, 1946
- Brief aus Siam. Kriminalroman, 1948 (als Arthur Kirk).

## Ehrungen
- 1950 Ehrenmedaille der Bundeshauptstadt Wien
- 1956 Ehrengrab auf dem Wiener Zentralfriedhof
- 1965 wurde in Linz eine Straße nach ihm benannt, diese verbindet die Derfflingerstraße mit der Lederergasse und liegt im Linzer Zentrum